# Osbornellus bergi
Osbornellus bergi är en insektsart som beskrevs av Metcalf 1955. Osbornellus bergi ingår i släktet Osbornellus och familjen dvärgstritar. Inga underarter finns listade i Catalogue of Life.